# 植物の進化

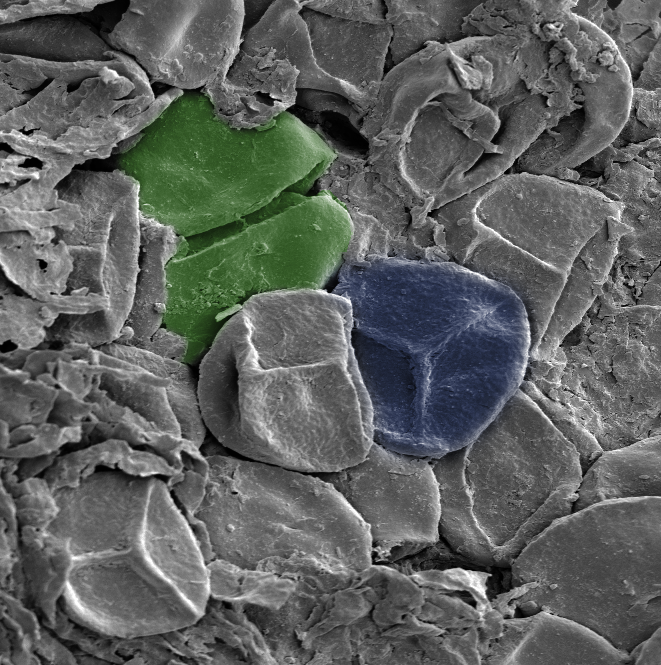
後期シルル紀の胞子嚢。緑: 胞子四分子。青: 三条溝型胞子（Y字型の模様がある胞子）。胞子の直径はおよそ30～35 μm

本項では、植物の進化（しょくぶつのしんか）について述べる。植物は進化段階ごとに、複雑さを増大させていった。藻被（algal mat）から始まって、陸上植物、維管束植物、真葉植物を経て、現代の複雑な種子植物に至る。単純な段階の植物が繁栄している間にも、さらにはそれらが進化し続けている環境でも、最終的には新しい段階の植物が、前の段階よりもいろいろな点において「成功」することになる。また、ある時点で最も複雑な植物の中から「より複雑な」植物が現れるということを、多くの分岐学的研究が示している。
地質的な証拠によると、12億年前の地上には藻類膜（algal scum）が形成されていた。しかし約4億5000万年前のオルドビス紀になるまで、いわゆる陸上植物は現れなかった。それらは約4億2000万年前の後期シルル紀になって多様化し、その成果は前期デボン紀のラーゲルシュテッテンであるライニーチャートから見ることができる。このチャートは、鉱泉による珪化作用によって、初期植物を細胞段階までよく保存している。中期デボン紀までには、現生の植物にある部分の多くが現れる。根、葉、二次木部など。またデボン紀後期には種子が現れた。
それらにより、後期デボン紀の植物は、巨木の森を形成できる段階まで高度なものになっていた。デボン紀以降にも進化は続いた。ペルム紀末期の大量絶滅で、多少の構造的変化はあったものの、ほとんどのグループが比較的生き残った。そして約2億年前の三畳紀に、花が出現し、それは白亜紀と古第三紀を通じて大発展した。最も新しく登場した大きなグループはイネ科の草で、およそ4000万年前の古第三紀始新世から重要な存在になってきた。イネ科の草は、新しい代謝の方法を開発することにより、低い二酸化炭素濃度や、熱帯の温暖で乾燥した気候に1000万年前から適応してきた。

## 陸上への進出

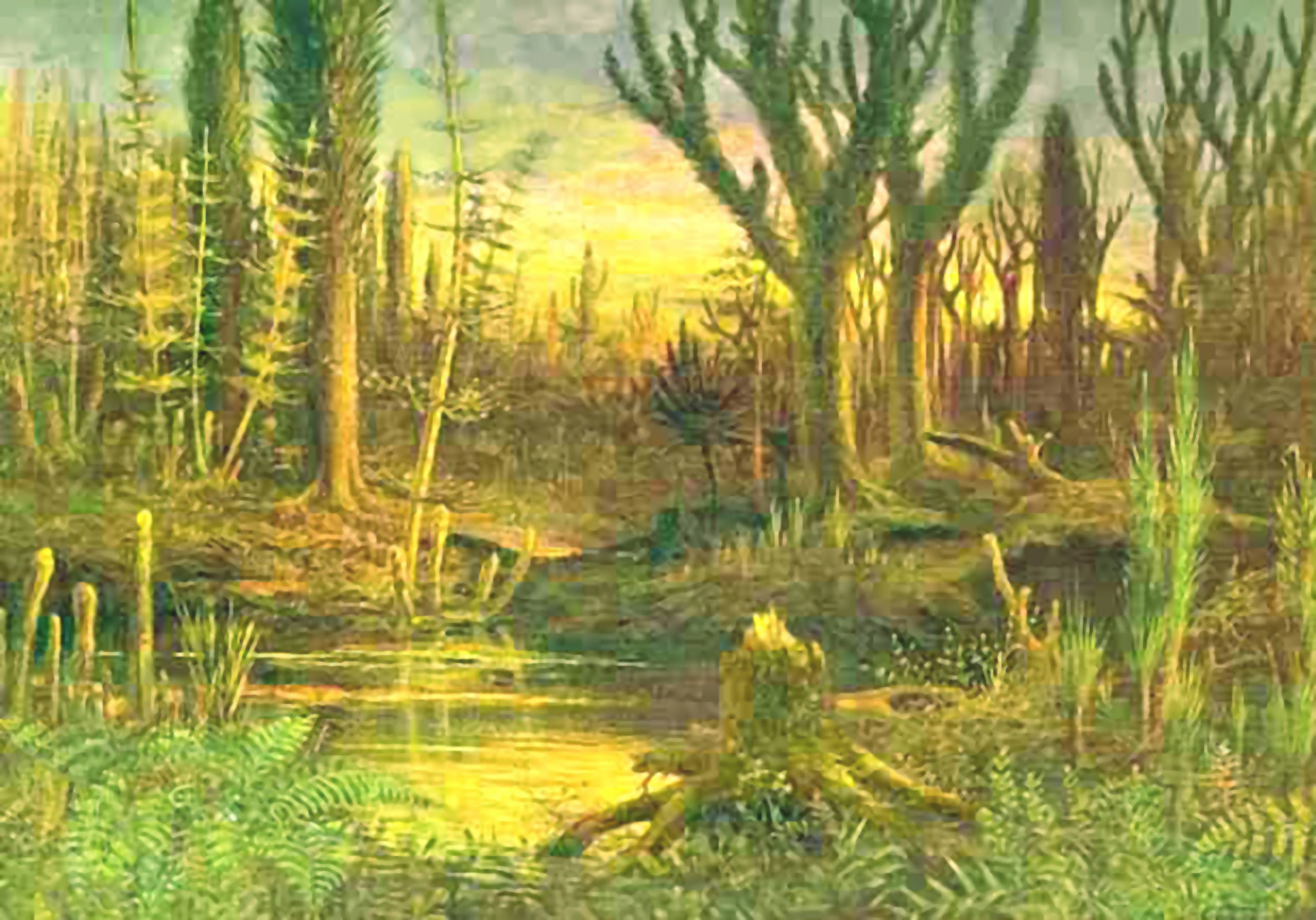
デボン紀に植物は、陸上への大規模な進出を開始した。そして、それ自身の浸食と堆積の作用によって、大きな気候の変化をもたらした。

陸上植物は、おそらく5億1000万年前ごろに、緑藻類から進化した。現生で最も陸上植物に近い緑藻類は車軸藻植物門、特に車軸藻類である。車軸藻類の生態が当時からあまり変わらないものと仮定すると、陸上植物の起源は以下のようなものになる。枝分かれをした糸状の藻で、半数体（haplontic）。棲息場所は浅い淡水の下で、おそらく、季節的に乾燥する小さな池の縁であった。また、菌類との共生が、初期植物の陸上進出を助けた可能性がある。
いわゆる陸上植物は、陸上での最初の光合成生物というわけではない。岩石の風化についての研究によれば、生物は既に12億年前に陸上に生存していた。また10億年前の淡水湖の堆積層から微生物の化石も見つかっている。しかし炭素同位体の地質記録の研究によれば、8億5000万年前までは、大気の構成に変化を与えるほどの影響は無かった。これらの生物はおそらく、小さく単純で、藻類皮膜（浮き緑藻、algal scum）に毛が生えた程度のものであった。
4億7000万年前の中期オルドビス紀から、陸上植物のものと比定される最古の記録である胞子四分子が見つかっている。四分子胞子とは、同種の4つの胞子が（立体的に）つながっているもので、1つの細胞が減数分裂をする過程で発生する。四分子胞子はすべての陸上植物と一部の藻類で生じる。最古の胞子の微細構造は、現生の苔類のものとよく似ており、同じ段階の生物だったことを示唆している。これ以前に真核生物の陸上進出がなかったのは、もしかすると大気の「毒性」が障害になっていたのかもしれない。もしくは単に、陸棲化に必要な構造の複雑さを獲得するまでの進化に、時間がかかっただけなのかもしれない。
三条型胞子というのは、四分子胞子が分かれたものである。これはすぐ後のオルドビス紀後期に現れる。四分子胞子が分かれるとき、それぞれの胞子に丫字型の「三条」が現れる。胞子が隣接する胞子と一点に押し込まれていた跡である。しかしながら、この現象が起きるためには、早い段階から胞子壁が、頑丈で堅牢性のあるものでなければならない。堅牢性があることから、耐乾燥性もあったことが示唆される。そして耐乾燥性は水中以外で生存する胞子にのみ固有な特性である。実際、有胚植物の中で水中生活に戻ったものは、堅牢な胞子壁を欠いており、そして三条を持っていない。藻類胞子の詳細な研究でも、三条を持つものは存在しない。これは、これらの胞子壁が十分に堅くないことと、また割合は高くないが、押しつけられて三条痕ができる前にバラバラになったか、もしくは正四面体の四分子にならなかったかである。
最初期の陸上植物の大型化石は、葉状体の生物であった。これは流れのある湿地に棲息しており、シルル紀の氾濫原を覆っていたことがわかっている。それは土地が水浸しのときのみ生き延びることができた。
植物が陸上へ上がった後、乾燥に対してはいくつかの対処法があった。コケ植物は乾燥に対し、忌避あるいは屈服する。つまり、棲息範囲を湿潤な環境に限定するか、または乾燥しきって次の水が得られるまで新陳代謝を「延期」状態にする。維管束植物は、乾燥に抵抗する。維管束植物のすべてが、外気に接触するところに防水性の外皮層を備えており（これはコケ植物の一部も同様）、水分のロスを節約している。しかし、すべての部分を覆ってしまうと、大気中のCO2も得られなくなってしまう。そこで、維管束植物はすみやかに気孔を進化させた。これは小さな穴で、呼吸を行うためのものである。また、維管束植物は体内の水の移動を助けるために、維管束組織を発達させた（下記参照）。また、配偶体主体の生活環を廃止した（下記参照）。
陸上植物相の確立によって、大気中の酸素濃度がそれまでにない値まで高まった。植物群落が代謝物として酸素を吐きだしたためである。酸素濃度が13%を超えた時点で、山火事が起きる可能性が出てきた。このことは、シルル紀前期の炭化した植物の化石によって記録されている。デボン紀末期の空白期間は問題になっているが、それを除けば炭化した植物はずっと存在している。
炭化は重要な化石生成過程の一つである。山火事は、変化しやすい内容を取り除いて、純粋に炭素でできた殻だけを残す場合がある。この殻は、草食動物や腐食生物にとって食料にならない、また頑丈であるので圧力にも耐えやすく、保存されやすい。外観的にも細胞以下の詳細な構造まで良く観察できる場合がある。

## 生活環の変化

被子植物の生活環

すべての多細胞陸上植物は、二つの相（しばしば「世代」と言われるが、これは誤解を招きやすい）からなる生活環を持っている。一つの相は、配偶体と呼ばれ、染色体を1セットだけ（nと表す；単相）持っており、配偶子（精子と卵子）を生産する。もう一つは胞子体と呼ばれ、ペアの染色体（2nと表す；複相）を持っており、胞子を生成する。この2つの相は、同一であることも、きわめて異なっていることもある。
植物進化で圧倒的に多いパターンは、配偶体世代の縮小・胞子体世代の増大である。陸上植物の祖先だった藻類は、ほぼ確実に単相（半数体）植物であり、生活環を通じて単相であって、単細胞の接合子が複相だった。すべての陸上植物（有胚植物とも言う）は単複相である。つまり、単相と複相のステージで、どちらも多細胞である期間がある。
単複相生活環の発生の理由としては、競合する2つの理論がある。
内挿説（もしくは対照説、挿入説とも言う）によれば、胞子体世代はまったく新規に進化したものである。接合子が減数分裂を行う前に、有糸分裂して生長することによって胞子体になった。この理論は、最初の胞子体は配偶体とまったく異なった形態をしていたこと、また胞子体が配偶体に依存していたことを示唆する。このことは、コケ植物について知られている知識とよく適合するように思われる。コケ植物は、生活力のある葉状の配偶体が、単純な胞子体、それもしばしば茎の上に胞子嚢が付いただけのものに寄生されている。
胞子体の複雑性がだんだん増大して、光合成細胞までが備わるようになると、それはもう配偶体に依存しなくてもよくなる。ツノゴケ類にその例が見られる。またさらに胞子体が発展し、組織と維管束系を備えるようになり、支配的な相になる。つまり維管束植物と同様になる。
この理論は、小さなクックソニア Cooksonia の個体が、配偶体に支えられていたという報告からも指示される。軸の増大が観察されており、これにより光合成組織の余地と、持続可能性が出てきたことが、自立した胞子体世代の発生を可能にしたかもしれない。
他の仮説は、変化説（あるいは、相同説）と言う。この仮説は、胞子体は、接合体の発芽の後の減数分裂の遅延によって、突然胞子体が現れたというものである。遺伝子の内容が同じなのであるから、単数体と倍数体の相は同じようなものになる。この説は、ある種の藻類の生態を説明する。これらの藻類は、そっくりの胞子体と配偶体のフェーズをそれぞれ形成する。その後乾燥した陸上環境への適応において、そのままでは生殖が困難になるため、配偶体の生殖活動が簡略化され、耐乾燥性の胞子をよりよく散布する胞子体が複雑化するという結果になった。ライニーチャートに保存されていた植物の胞子体と接合体は、似た程度の複雑さを示していた。このことは変化説の補強証拠となる。

## 生体内の水輸送
光合成のために、植物は大気からCO2を取り入れることを必要とする。しかしながら、これはコストを伴う。気孔が開いてCO2を取り入れている間、水分は蒸発する。水分はCO2を吸収するよりも速く失われるので、水分を補充する必要があった。植物は湿った土壌から光合成が実行される場所へ水分を輸送するシステムを発達させた。初期の植物は細胞壁を通して水を吸い上げていた。そして気孔を進化させることで、水分のコントロール（およびCO2の獲得）の能力を得た。水分輸送のための組織はすぐに進化し、hydroids, 仮導管、内皮に支えられた二次木部、最終的に導管が出現した。
初期の植物が陸上に進出してきたシルル紀～デボン紀はCO2レベルが高く、そのため水分の問題はそれほど深刻ではなかった。大気中のCO2が、植物の活動によって減少していくと、CO2を獲得するためさらに多くの水が失われることとなって、より洗練された水分輸送システムが進化した。水分輸送システムと同様に、防水性の表皮（クチクラ）も進化し、植物は常時水分層に接していない状態でも生存が可能になった。変温動物から恒温動物への変化のように、変水性 (poikilohydry)植物から恒水性 (homoiohydry)植物への変化によって、あらたなる場所への進出の可能性が出てきた。そして植物が直面した問題は、できるだけ効率的に水分輸送を行うことと、輸送組織がしぼんだり空になったりするのを避けることの、バランスを取ることだった。
シルル紀の期間はCO2は容易に利用可能であり、その取得のために水分を消費する必要はあまりなかった。石炭紀の終期になると、CO2のレベルは現在の値に近いぐらいまで低くなり、CO2を得るために消費される水分は約17倍になった。しかし、このようなCO2が豊富にあった時代でも水は貴重であり、乾燥を防ぐために植物の各パーツへ、湿った土壌から水を輸送しなければならなかった。これら早い時期の水分輸送は、水に本来備わっている凝集力／張力機構を利用していた。水は、より乾燥している部分に拡散する傾向を持っており、またそのプロセスは、細い構造で毛細管現象が起きるとより強まる。植物の細胞壁の間のような（または仮導管のような）細い通路では、水分の流れはゴムのように振る舞う。一方の端で水分が蒸発すると、それに続く水の分子が、水路に沿って引き上げられる。このため、初期の植物は蒸散作用だけで水分を運搬する力を得ていた。しかし、専用の導管を持たない場合には、凝集力・張力による機構は2cm以上水を運搬することはできないので、初期の植物はそれ以下のサイズに抑えられていた。このプロセスは、それ自身を存続させるために、一方の端に常に水が供給されていることを要求する。空になるのを防ぐために、植物は防水性の表皮を発達させた。初期の表皮は、気孔が無いが、そのかわり植物の全体を覆っていなかった。ガス交換ができるようにするためである。しかし、ときどき乾燥が起こることを避けることはできなかった。初期の植物は、細胞壁の中に多量の水を蓄えることで、これに対処した。そして、水が供給される時まで生命活動を「保留」にすることによって、つらい時期を耐え抜いた。

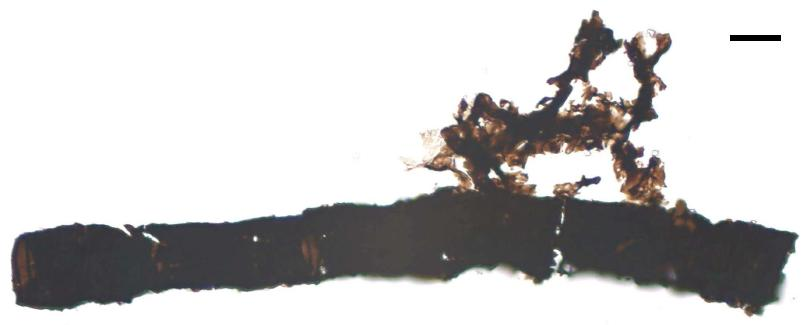
後期シルル紀～前期デボン紀のbanded tubeと呼ばれる炭化植物片。管の大部分が不透明な炭化被膜に覆われこの標本では縞は観察しにくいが、左側で見られる。右上のスケールバーは20 μm

小さなサイズの制約、また、柔組織が水分輸送を担っていることに起因する、常に湿度を必要とするという制約から逃れるために、植物はもっと効率的な水分輸送システムを必要とした。シルル紀初期から、リグニン（もしくは似た化合物）が沈着した、特殊な細胞が発達していて、萎むのを予防している。リグニン沈着のプロセスは、細胞の死と同時に起こる。内部を空にして、その中を水が流れるようにするのだ。これらの太く、枯れた、空の細胞は、細胞間で水を通す方法より100万倍も通しやすくした。そして長い距離の水分輸送と、高いCO2拡散の能力を与えた。
本来の場所に水分輸送管を持つ最初の巨視的化石は、前期デボン紀の前維管束植物アグラオフィトン Aglaophytonとホルネオフィトン Horneophytonである。これらは、現代のコケ植物が持っているハイドロイド構造に極めてよく似た構造を持っている。水分輸送の効率を高めるために、植物はさらに、細胞内の抵抗を少なくする方向に進化を続けた。管の壁を帯でまきつけるのは、シルル紀初期から現れるが、水の流れをよくする簡便な方法である。帯で巻き付けられた管は、壁に小穴模様のある管と同様、リグニン化されていた。そして、それが単細胞の導管を形成するとき、維管束植物になったと考えられる。これら、「次世代」の水輸送細胞は、ハイドロイドよりも堅い構造を持っており、高い水圧に対処できるようになっている。維管束は、ツノゴケ類の中で発達し、それからすべての維管束植物が発生した可能性もある（しかし複数回発生した可能性もある）
水分輸送は調節を必要とする。動的なコントロールは気孔によって行われる。ガス交換の量を調整することで、呼吸によって失われる水の量を制限することができる。水の供給は一定ではないので、これは重要である。また実際に気孔は維管束よりも早く出現し、維管束植物ではないツノゴケ類にも存在する。
内皮はおそらくシルル紀～デボン紀の間に進化した。しかしこの構造の最初の化石証拠は石炭紀になる。根にあるこの構造は、水輸送組織をカバーして、イオン交換を調整する。（また、望ましくない病原体などが水輸送組織に入り込むのを防止する）。内皮はまた、蒸散作用が水を動かすほど十分でない場合にも、圧力をかけて水を上方に押し出すことができる。
植物がひとたびこのレベルにまで水分輸送をコントロールできるようになると、本当の恒水性植物であって、表面の湿気に依存せずに根様の器官から外界の水を抽出することができ、そして非常に大きいサイズに生長することが可能になる。環境から独立できた結果として、乾燥時にも生き続けられるという能力の方は、それを保ち続けるのは困難だったので、失った。
デボン紀の間に、木部の最大直径が増大していった。ただし最小直径はほとんど同じだった。中期デボン紀では、いくつかの植物の系統で、仮導管直径は安定期に入った。仮導管の直径が太ければ、水は早く流れるようになる。しかし全体としての輸送率はまた、木質部と一緒になった断面積全体の面積にも依存する。さらに導管の厚さの増加は、植物の軸の太さ、植物の高さと相関しているように思われる。それはまた、葉の出現と気孔の密度の増加にも密接に関係している。どちらも水分の必要性を増大させる。
頑丈な壁を持った太い仮導管は、より高い輸送のための水圧を可能にする。だが、直径が太ければ、空洞現象の問題が大きくなってくる。空洞現象は、管の中に空気の泡が発生したときに起こり、水分子の繋がりを断ち、凝集力／張力機構による水の吸い上げを阻害する。仮導管にひとたび空洞が発生すると、それを取り除くことはできず、活動ができなくなる（一部の被子植物はそれが可能になる機構を発達させた）。そこで、空洞発生を避けることが植物にとって重要になる。このため、仮導管壁のピットは、空気が入って泡が発生するのを避けるために、非常に小さい直径になっている。凍結-解凍は、空洞発生の大きな原因である。仮導管壁へのダメージは、ほとんど例外なく空気漏れをもたらし、空洞発生が起こる。それで、多くの仮導管が平行して動作することが重要になる。
空洞発生を避けることは難しい。しかし、それが起こった場合、植物はそれを収拾する機構をいくつか持っている。小さなピットが隣接する導管をつなぎ、液体だけを通して気体は通さないようにする。ただし皮肉にも、塞栓の拡がりを押さえるそのピットが、その大きな原因になっている。これらのピットのある表面は、木部を通る水よりも30%流量が少なくなる。針葉樹は、ジュラ紀までには、巧妙な改良を発達させた。弁のような構造を、空洞発生の部分を隔離するのに使った。縁にある円環状の構造があって、円環の中央に小さなものが浮いている。一方向が減圧すると、小さなものが円環にはまって、そこ以降の流れを遮る。他の植物は、単純に空洞を受け入れる。たとえば、オークは毎春に太い導管を生長させる。それらはみな冬を越せない。カエデは根の圧力を利用して、根から樹液を上方に押し出し、気泡を絞り出す。
高さを増すために、新たな形質が追加された。リグニン化された壁である。機能停止になった仮導管は、通常木質で形成された、強くて木質の枝を形作るために残存する。しかしながら、初期の植物では、仮導管はあまりにも機械的強度が不足しており、枝の外周にある頑丈な厚壁組織に囲まれて、中央の位置に留まっていた。仮導管が構造的役割を担うことになった時でも、それは厚壁組織にサポートされていた。
仮導管は細胞壁で終わっており、これは流れに非常に大きな抵抗をもたらす。導管の要素は終端壁に穴を開けている。それらは列に並んで、一つのつながった管のように働く。デボン紀からの基本状態である終端壁の機能は、おそらく塞栓を避けるためにある。塞栓は、仮導管中に発生した空気の泡である。これは凍結や、溶解しているガスが析出した結果として発生する。一旦塞栓が発生すると、通常取り除くことができない（ただし下記を見よ）。それに侵された細胞は水を持ち上げることができず、役立たずになってしまう。
前維管束植物の仮導管の終端壁が除かれると、水力学的導通性において、初期の維管束植物クックソニアと同様になる。
仮導管は、それが単細胞から構成されているため、サイズに制約があり、長さが制限される。また有効直径も80 μmまでに制限される。導通率は直径の4乗に比例するため、直径の増加は莫大な利益をもたらす。導管は、多数の細胞からなっており、その終端が結合している。この限界を克服し、直径500 μm、長さ10 mにもなる大きな管を形作ることを可能にした。
導管が最初に進化したのは、乾燥しCO2レベルの低いペルム紀末期だった。トクサ類、シダ類、イワヒバ類で独自に進化し、のちの白亜紀中期に、被子植物とグネツム綱で進化した。導管は木の同じ断面積で言えば、なんと仮導管の約100倍も水を運ぶ。これにより植物は、枝にもっと構造性の繊維を含めることができるし、また、木ほどの太さには育たないが水は運ぶことができるため、つる性植物という生態的地位を開拓することができた。このような利点はあるが、導管が空洞発生を避けるために強化される必要があるのに対し、仮導管主体の樹木は、より軽く、また構成しやすい。

## 葉の進化

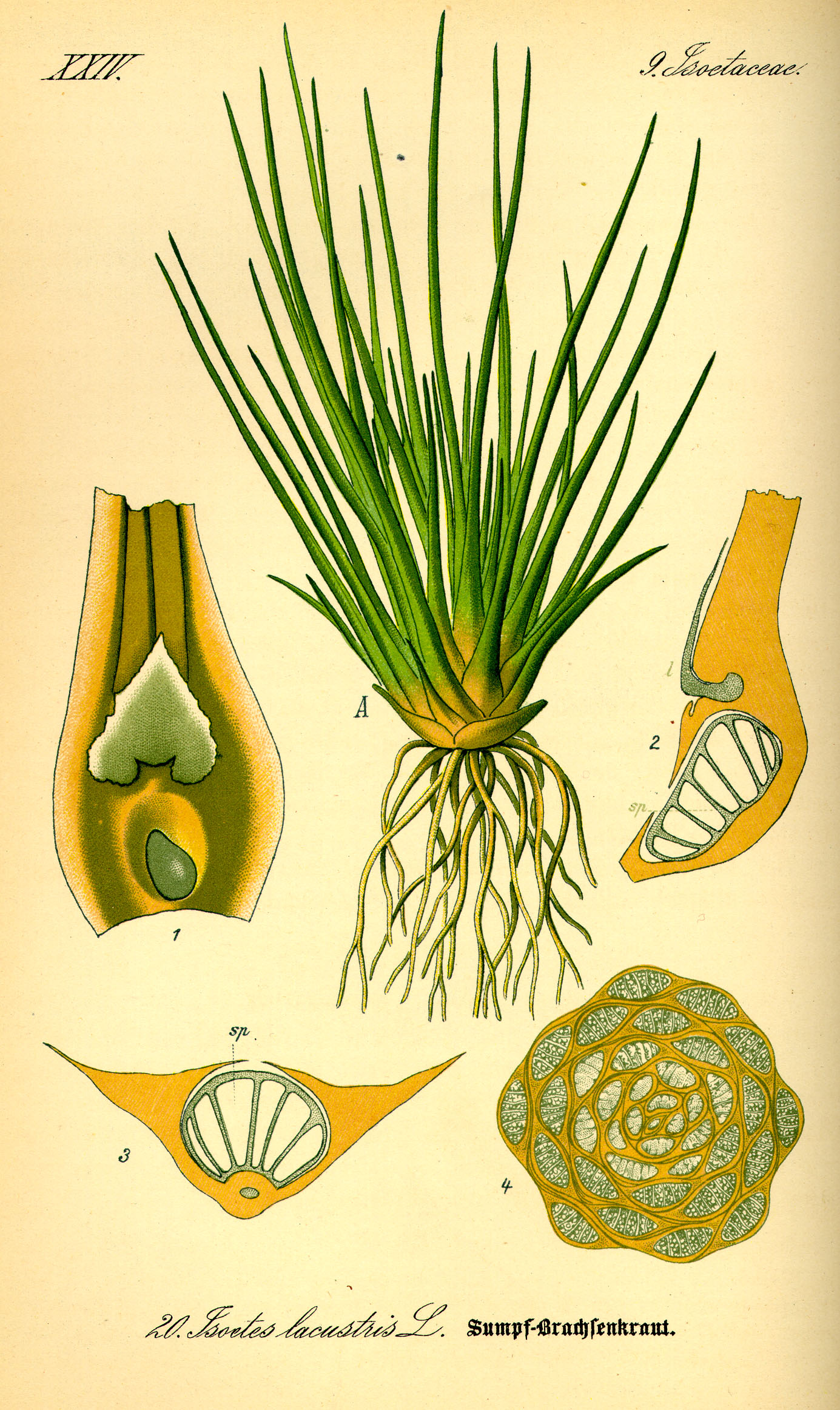
小葉植物のミズニラ属の小葉には、維管束が1本のみ通っている。

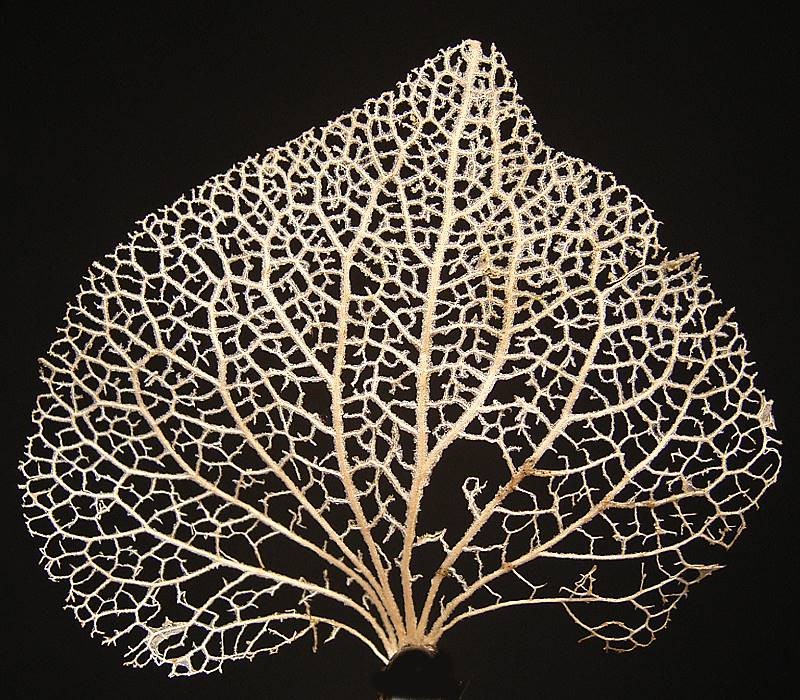
大葉（いわゆる「葉」）の葉脈の枝分かれパターンは、2分岐が網目状になったものが起源である可能性がある。

現在の葉は、ほとんどの場合、光合成のための太陽光の量をなるべく多く捕えるために適応している。葉は何度も進化しており、またおそらくは、草食動物から身を守る（en:plant defence against herbivory）ための針状の突起に由来するかもしれない。
ライニーチャートから出土したリニア類 Rhyniophytaは、細く飾りのない軸の集合以上のものではなかった。前期デボン紀から後期デボン紀においては、トリメロフィトン Trimerophytinaが現れ、これが葉のようなものを持っていたと考えられる最初の証拠である。この維管束植物のグループは、胞子嚢に特徴がある。二分岐または三分岐した軸の終端が胞子嚢となっている 。プシロフィトン Psilophytonのような植物は、棘状の突起を持っていた。それは小さく、尖っていて、茎から外へ伸びている。維管束は欠いている。
同じ頃、ゾステロフィルム類 Zosterophyllophytaが現れてきた。このグループは、腎臓型の胞子嚢が特徴で、短い水平方向への分岐があって、軸の近くに胞子嚢が形成される。これらは特徴的なH型の分岐をすることがある。このグループのほとんどは、軸にはっきりした棘を持っている。しかし、その中には維管束はなく、維管束のある突起の最初の証拠はライニーからのアステロキシロン属 Asteroxylonである。アステロキシロンの棘は、原始的な維管束を備えていた。少なくとも、中央の原生中心柱から個々の「葉」へ葉脈が分岐しているのが見て取れた。バラグワナチア Baragwanathiaとして知られる化石が、やや早く後期シルル紀に出現している。この生物においては、葉脈が葉の中を通っていて、中央脈（mid-vein）をなしている。一つの説として「突起仮説」は、葉は、トゲの状態を経由して、中心柱からの突起として発達したと言っている。しかし、小葉が軸の分岐の「網化」によって進化したということも可能性がある。
アステロキシロンとバラグワナチアは、原始的な小葉植物と広く認められている。小葉植物は現在でも生存していて、ミズニラなどもその一つである。ヒカゲノカズラは特徴的な小葉を持っている。葉には1本の維管束しかない。小葉は同じサイズまでしか生長しない。リンボクは1 m以上の小葉を誇るが、そのほとんどは1本の維管束しか備えていない。（例外はイワヒバである）
一般的には葉と言えば「大葉（en:megaphylls）」であり、これは別の起源を持つと考えられている。実際、これらは独立に4回は出現した。シダ類、トクサ類、原裸子植物、そして種子植物である。これらは二分岐した枝から現れ、重なり合って、ついには網目状になって、段階的に葉のような構造に進化してきた。大葉は、「テローム説」によれば、網目状になった一塊の枝から形成された。その証拠として葉隙の構造が挙げられる。葉の維管束が本体の枝に残した部分のことを「葉隙」と言うが、この構造が2つの小枝が分岐するのに似ている。大葉を進化させた上記の4つのグループは、後期デボン紀～前期石炭紀には最初に大葉を進化させ、急激に発展して石炭紀中期にはこの構造はほぼ固まった。
多様化の過程が落ちついたのは、発達上の制約によるものと考えられている。しかし、葉が進化するまでに長い時間を要したのは何故であろうか。植物が地上に現れてから、大葉が確認されるまで少なくとも5000万年もの時間がかかっている。しかし、小さくまばらな中葉は、前期デボン紀のエオフィロフィトン属 Eophyllophytonに見られるので、出現に対しての障壁はなかったはずである。これまでのところ、これらの知見を統合する説明としては、CO2がこの時期急激に減少したことが挙げられる。デボン紀の間に、約90%も減少した。これに対応して、気孔の密度も100倍に増加している。気孔は水の蒸発を可能にし、それは葉をしおれさせる。前期デボン紀の低い気孔密度は、蒸発が制限されていたことを示している。もし葉が多少でも生長したら、過熱しただろう。気孔密度を増加させられなかったのは、原始的な中心柱や、制限のある根の構造のため、すばやく十分に水を供給することができず、蒸発に追いつかなかったからである。
葉は常に有益というわけではないことは明らかである。というのは、二次的に葉を失うことがたびたび発生しているからである。有名な例は、サボテンや、大葉シダ植物のマツバランである。
二次的な進化が葉の起源を隠すことがあり得る。シダのいくつかの属は複雑な葉の形状を示し、偽中心柱に付いていて維管束の出っ張りとなり、葉隙がない。さらに、トクサ科の葉は、単に一つの葉脈だけがあり、すべて小葉のように見える。しかし、化石記録と分子遺伝学的証拠に照らして見ると、それらの先祖は複雑な葉脈の葉を持っており、現在の状態は二次的な単純化の結果によるものだという事がわかる。
落葉樹は、葉を持つことによるもう一つの不利益を処理している。一般的に、植物は日が短くなったときに葉を落とすと信じられているが、これは誤解である。最近の温室地球 (greenhouse Earth)に常緑樹は、北極圏で栄えている。冬の間に葉を落とす理由で一般的に認められているのは、天候に対処するためである。風の力、雪の重みは、表面積を増大させる葉がない方が快適である。季節的な葉の損失は、独立に何回か進化して、それはイチョウ類、球果植物門、被子植物門に見ることができる。葉の損失はまた、昆虫からの重圧への対応として生じた可能性もある。冬、あるいは乾期の間に完全に葉を失うことの方が、その修復のために資源を投資し続けるよりも安く付いたのかもしれない。

## 木質の進化

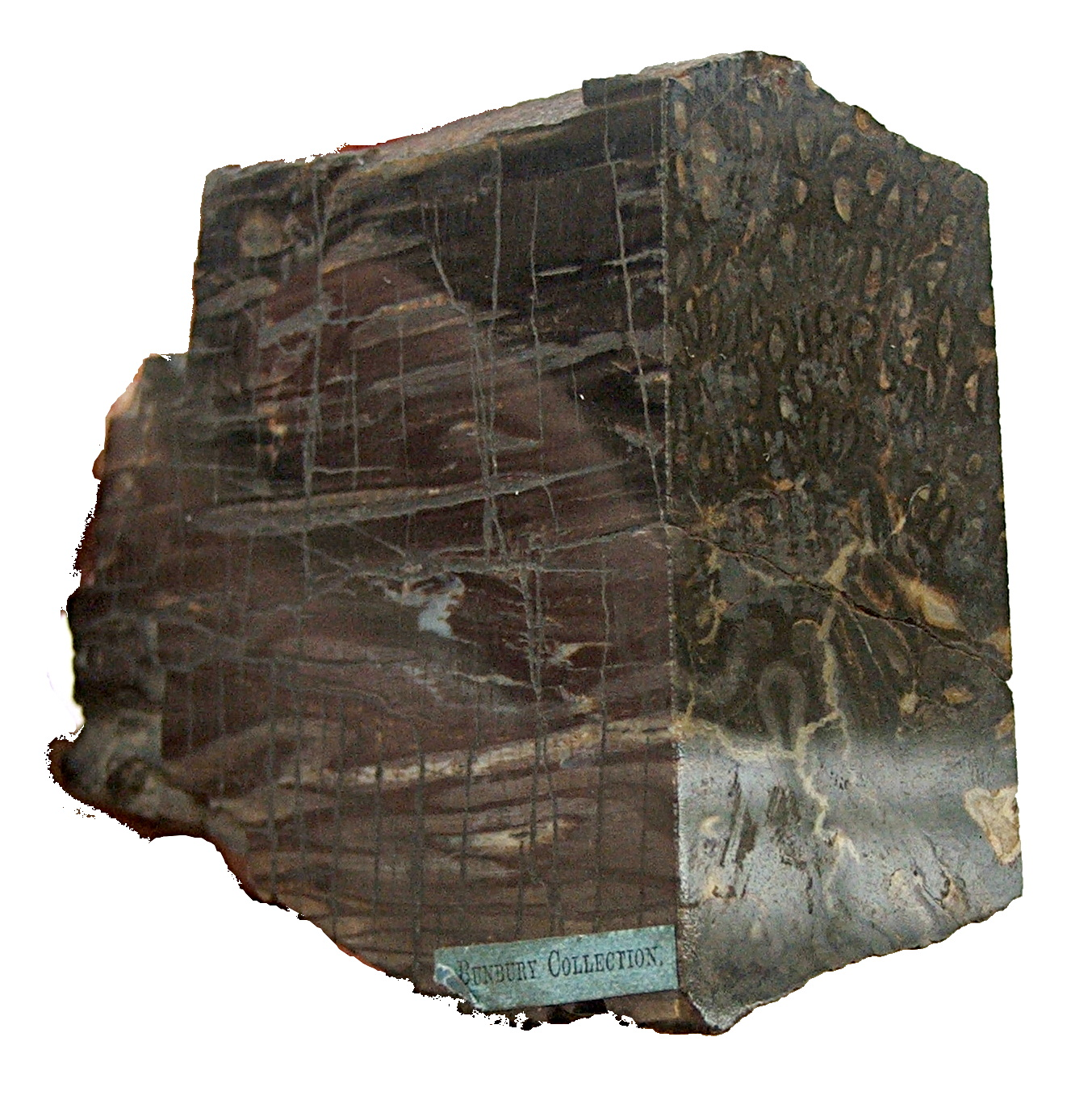
初期のシダ類 の幹。内部構造が見える。植物の上方が左側。

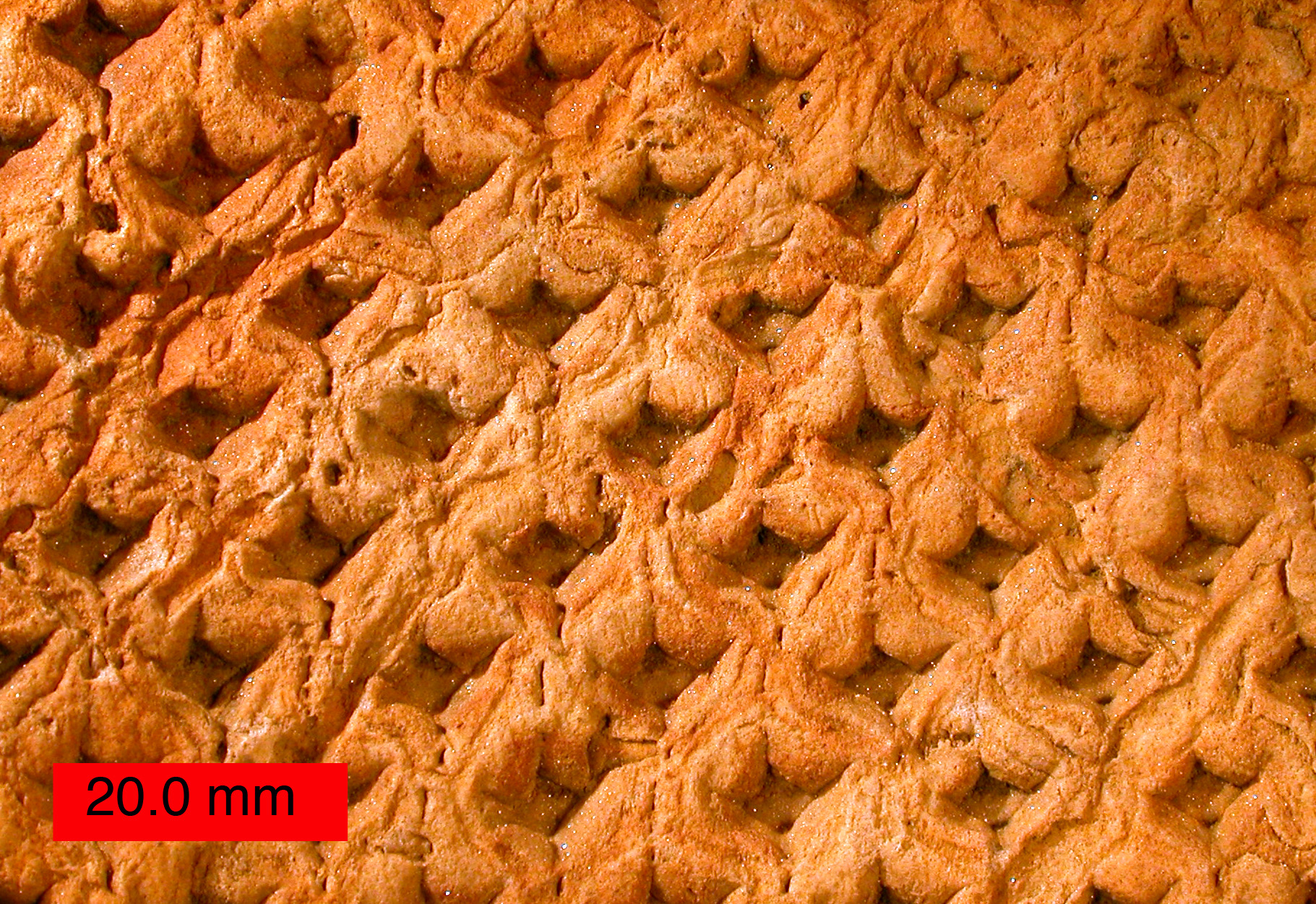
リンボクの幹の印象痕。葉痕が見える。石炭紀。オハイオ州。

前期デボン紀の景観には、腰丈より高い植生はなかった。丈夫な維管束系の進化なしには、より高くすることはできなかった。しかし、高さを要求する進化圧は常にあった。最も明白な利点は、光合成のための太陽光の取得である。他の植物の光を遮ることもできる。さらに、胞子の配布がある。胞子（のちに種子）は、高いところほど、より遠く飛び散ることができる。たとえば、後期シルル紀の菌類と考えられているプロトタキシーテス Prototaxitesは、高さ8 mもあった。
樹木となるためには、初期の植物は、支持と水分輸送の両方の機能を持った木部組織を発達させる必要があった。木質を理解するために、維管束について少し説明する。肥大成長する植物の軸は、リング状の維管束形成層に囲まれる。維管束形成層は内側には木部を形成し、外側には篩部を形成する。木部を形成する細胞はすでに死んでいて、リグニン化された組織である。後続の木部は既にできあがっている木部にリング状に付加され、木質が作られる。
最初に肥大成長能を獲得し、木本化した植物は大葉シダ植物であるようである。そして、中期デボン紀には、木本性のWattieza（クラドキシロン類 Cladoxylopsida）が8 mの高さになっていた。
他のグループが木本的な生態を獲得するまでに、そう長くはかからなかった。後期デボン紀には、トリメロフィトン類から進化した裸子植物の嚆矢であるアルカエオプテリス Archaeopterisが、30 mの高さに到達した。これらの前裸子植物は、両面維管束形成層から生成された真の木質を発達させた最初の植物である。それは中期デボン紀のRellimiaが最初である。真の木質は、ただ1回だけ進化したと考えられる。これによる単系統の名称は木質植物 Lignophytaと呼ばれる。
これらのアルカエオプテリスの森はすぐに小葉植物で満たされた。特にリンボク類（レピドデンドロン）などは、先端が50 mの高さ、基部では2 mの直径にもなった。これら小葉植物は、後期デボン紀から石炭紀にかけての、石炭堆積物の優占種だった。リンボク類は、「有限生長」を示していることで、現在の木とは違っていた。低い高さで栄養を貯め込んだ後、遺伝的に決定された高さまで大急ぎで伸び、その高さに達すると枝分かれして、胞子を散布してそして枯れる。これらは「安い」木質からできており、それが急激な生長を可能にした。少なくともその幹の半分は、柔組織の詰まった空洞だった。これらの木は、片面維管束形成層を発達させた。これは新しい篩部を作れない。すなわち幹が年月につれて太くなることができない。
トクサの仲間のロボクが、次に石炭紀に現れた。原生のトクサであるトクサ属とは異なり、ロボクは維管束形成層を持っており、木本様になることができ、10 mを超す高さになることができた。これらはまた複数回分岐した。
初期の木の形状は現生のものに類似していたが、現代的な木の種類はまだ進化していなかった。
今日支配的なグループは、針葉樹を含む裸子植物門と、花が咲き実を付ける被子植物門である。長らく、被子植物は裸子植物より進化したと考えられてきた。しかし近年の遺伝子研究によれば、これら現生の2つの大きなグループは、異なった2つのグループをなすことが示唆されている。ただ、分子データと形態学的データまだ調停されていないことには注意しなければならないが、形態学的にも側系統性への支持はさほど強くないことが認められるようになってきている。これは、これらのグループが出現したのが、おそらく前期ペルム紀のシダ種子類のなかからだという結論になるのかもしれない。
被子植物とその先祖は、白亜紀に多様化するまで脇役であった。これらは、小さく、好湿性の下草として始まり、中期白亜紀から多様化して、現代では極地以外の森の支配的なグループとなった。

## 根の進化
| |
| |
| リンボク類の根（写真下）は、「葉痕」と「根痕」の類似性から、機能的に幹（上）と同じものだったと考えられる。これらの標本は別の種のものである。 |

根は植物にとって、主に2つの点で重要である。まず一つは、地盤への固着性をもたらすことである。もう一つ、さらに重要なのは、土から水と栄養分をもたらすことである。根は植物を高くしっかりと生長させる。
根の出現はまた、地球的なスケールで影響を与えた。土壌をかき乱すことと、（窒化物やリン酸などの養分を吸い上げることによって）酸性化を促進することで、気候に対してCO2の引き出しを促進し、気象に多大な関連がある。この影響は大量絶滅を引き起こすほどの重大なものだったかもしれない
。
しかし、根がいつどのように最初に進化したのだろうか？　根に似た筋の圧縮化石が、後期シルル紀から産出しているが、本体の化石は、初期の植物は根を欠いていることを示している。多くは、まっすぐな軸の一方で地面の上や下に広がるつるを持っていたり、あちこちに穴のあいた葉状体を持っていたりした。いくつかのものは、光合成をせず気孔の無い地下枝を持ってさえいた。根と、特殊化された枝の違いは、発生学的なものである。真の根は、茎とは別の発生の軌跡をたどる。さらに、根は分岐のパターンでも異なる。また根冠を持っている。シルル紀～デボン紀の、リニア Rhynia やホルネオフィトン Horneophytonは、生理学的に根と等しいものを持っていたが、根冠をもち、葉を付けない真の根は後になるまで現れなかった。根はあまり化石として残らないので、われわれの根の起源の進化についての知識は貧弱なものである。
仮根は、根の機能を部分的に実現する小さな構造であり、通常1細胞の大きさである。非常に早くに進化した可能性がある。おそらく、植物が陸上へ進出する前にも存在した。仮根は陸上植物の姉妹群であるシャジクモ類にも認められている。仮根が進化したのは1度だけではないと考えられている。たとえば地衣類の偽根（rhizine）は類似の役割を実行する。チューブワームなどの動物さえ、根と類似の構造を持っている。
より進化した構造は、ライニーチャートに見られる。また他の比較的初期のデボン紀の化石にも、根と似ており、同様な機能の構造がある。リニア植物は細かい仮根を持っていた。またライニーチャートのトリメロフィトン類と草本の小葉植物は、土の中に数cm突き刺さる根に似た構造を持っていた。しかしながら、これらの化石のどれも、近代的な根に備わる特徴のすべては持っていなかった。根と根に似た構造は、デボン紀の間に一般的になり、より深く刺さるようになってきた。木本の小葉植物は、中期デボン紀のアイフェリアンとジベティアンには、長さ20 cmの根を生やしていた。前裸子植物も、それに続くフラニアンには、1 mの深さまで根を伸ばした。真の裸子植物とシダ類のジゴプテリス類 Zygopteridaceaeは、Famennian期のあいだに浅い根のシステムを形成した。
小葉植物の担根体は、根の働きにやや近い。これらは茎と相同で、そして葉に相同の組織で細根の働きをするものを備えている。似た構造が、現生の小葉植物のミズニラ類に見られる。またこのことは、小葉植物と、その他の植物で、少なくとも根が2回独立に進化した証拠と考えられている。
維管束系は、根のある植物には不可欠である。なぜなら、非光合成組織である根は、糖分の供給を必要とするからである。また維管束系は水と養分を根から他の組織へ輸送するためにも必要である。これらの植物はシルル紀の、専用の根組織を持っていない先祖より少し進化していた。しかしながら、平たく倒れている軸は、明らかに、今日のコケ植物の仮根と似たものに発達したのを見ることができる。
中期デボン紀から後期デボン紀までには、ほとんどの植物のグループが独立に何らかの形で根の組織を発展させていた。根が大きくなると、大きな木を支えることができ、土は深くまで風化する。この深い風化は、前述のCO2の枯渇の影響を与えただけではなくて、菌類と動物の陸上進出の環境を用意した
。
根は今日、物理的な限界にまで発達した。それらは、地下水面に届くまで何メートルも地中に伸びる。最も細い根は直径40 μmになり、これはちょっとでも細くなると物理的に水を通せなくなる細さである。これに対し、発見された根の化石で早期のものは、直径3 mm～700 μm弱である。もっとも、化石生成過程により、われわれが観察することのできる太さはどうしても制限される。

### アーバスキュラー菌根
多くの植物の根は、菌類との共生関係によって効率を上げている。最も一般的なのはアーバスキュラー菌根（Arbuscular mycorrhizae : AM）である。"Arbuscular mycorrhizae" は字義的には、「樹木様（Arbuscular）菌根（mycorrhizae）」を表す。これらは、根の一部を侵す菌によって作られる。その細胞膜を菌糸で満たす。これは植物の糖分を吸収するが、土壌から引き出したり、合成したりした養分（特にリン酸分）を返す。これが存在しなければ、植物はこれらの養分を手に入れられないだろう。
この共生は植物の歴史の中で早くに進化したように思われる。AMは、すべての植物のグループと、現生の80%の維管束植物で見いだされる。これは先祖植物と菌の共生が、陸上への進出の段階で助けになったことを示唆する。また実際に、ライニーチャートにはAMが豊富である。この協調は、繁殖する真の根ができる以前にも起こって、さらには、根は菌根菌の生育に好条件を与えるために進化したということさえ示唆される。

## 種子の進化

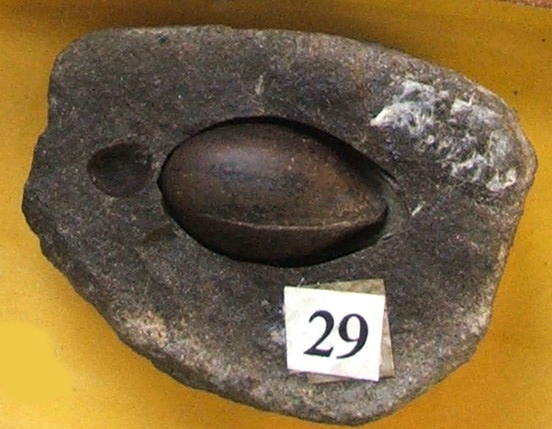
化石種子トリゴノカルプス

初期の陸上植物はシダのような方法で繁殖した。胞子が小さな配偶体に成長し、精子を作りだし、それが湿った土を泳いで、自分のもしくは別の個体の雌性生殖器官（造卵器）に到達し、そこで卵と融合し胚を作る。それは胞子体に成長する。
生殖のこの方法は、初期の植物を湿った環境に制限した。精子が目標まで遊泳可能な程度の水分が必要だったからである。それで、初期の陸上植物は、水辺や小川の岸の低地に生息域が限定された。異形胞子性の発達は、この制限から植物を解放した。
異形胞子性の植物は、その名の通り、小胞子と大胞子の2つのサイズの胞子を持つ。これらは成長し、それぞれ小配偶子と大配偶子を形成する。このシステムは種子へと繋がる。究極的には、大配偶子は一つの巨大四分胞子だけが含まれる。そして胚珠となるには、もとの巨大四分胞子の3つまでは放棄してもよく、一つの胞子嚢の中に一つの大胞子だけが残される。
胚珠への移行は、大胞子が出芽している間も胞子嚢に「詰められる」ことによって進展していった。そして、大配偶体は耐水性の殻に含まれることになった。その殻は、種子の体積の大部分を占める。小胞子から出芽した配偶体である小配偶体は散布に使われ、受精できる大配偶体に到着したときに、乾燥しやすい精子を放出するためだけに使われる。
小葉植物とスフェノフィルム類は、あと少しで種子を獲得するまでは至らなかった。Lepidocarpon や Achlamydocarponなどの化石小葉植物の大胞子は、直径1 cmに達しており、栄養組織に囲まれ、胞子体内で大配偶体へと発芽していた。しかし、非常に小さな隙間ではあるが大胞子が大気に接し、珠心（内側の胞子を覆う層に包まれている部分）が胞子を覆わないため真の種子とは言えない。その結果として、乾燥に対する耐性が不十分であり、精子が大胞子の造卵器に到達するために掘り進む必要がなかった。
真の種子を持った最初の「種子植物」は、シダ種子類である。この名称は、その葉がシダの葉と類似していたことによるものだが、必ずしも大葉シダ植物と近い系統関係にあるわけではない。種子植物の最古の化石証拠は、後期デボン紀からのもので、それは前裸子植物として知られるグループから進化した。これら初期の種子植物は、木から、つる性の灌木などで、一方初期の前裸子植物も木本性でシダ様の葉を持っており、非常によく似ていた。これらは、胚珠は持っていたが、球果（松かさなど）や果実のようなものは持っていなかった。初期の種子の進化を追うことは難しいが、単純なトリメロフィトン類から、対称胞子の前裸子植物アネウロフィトン類 Aneurophytalesなどへの系譜を追うことはできる。
この種子の形式は、基本的に裸子植物に共有されている。種子はほとんど木質あるいは果肉質（イチイ類などの場合）の球果に包まれているが、完全に包まれてはいない。被子植物は、心皮に完全に包まれている種子を持つ唯一の分類群である。種
完全に包まれた種子によって、休眠という新たな能力が見いだされた。胚は完全に外気から遮断されて、乾燥から保護されているために、発芽前の乾燥を何年も耐えることができる。後期石炭紀の裸子植物の種子に、胚を含んでいるものが発見された。これは、受精と発芽の間に、長い期間があることを示している。この時期は、地球が温暖期になった頃と重なり、乾燥度が上昇している。このことは、休眠が乾燥気候への対応として発生したことを示唆する。湿潤期まで発芽を待つことが、利点になる。この進化的革新は大きな可能性を開いた。乾燥山地など、以前には生育に不適当だったエリアが、許容できるものになり、木に覆われることになった。
種子は、散布にも利点をもたらした。それは受精した配偶体の成功率も増大させた。また胚と栄養が一緒に入っているので、生存が不適な環境でも、自分自身で栄養を獲得できるだけの大きさまで、すみやかに成長することができることになった。たとえば、胚乳がなければ、苗木は乾燥した状態では地下水面に届くほど根を伸ばす余裕を持っていない。同様に、薄暗い下藪に落ちた種子は、自己維持ができるまでの日光を得るために、すみやかに高いところまで育たなくてはならないので、余分のエネルギーを必要とする。種子植物はこれらの利点により、初期の森林の主要な植物であったアーケオプテリスを生態学的に圧倒した。

## 花の進化

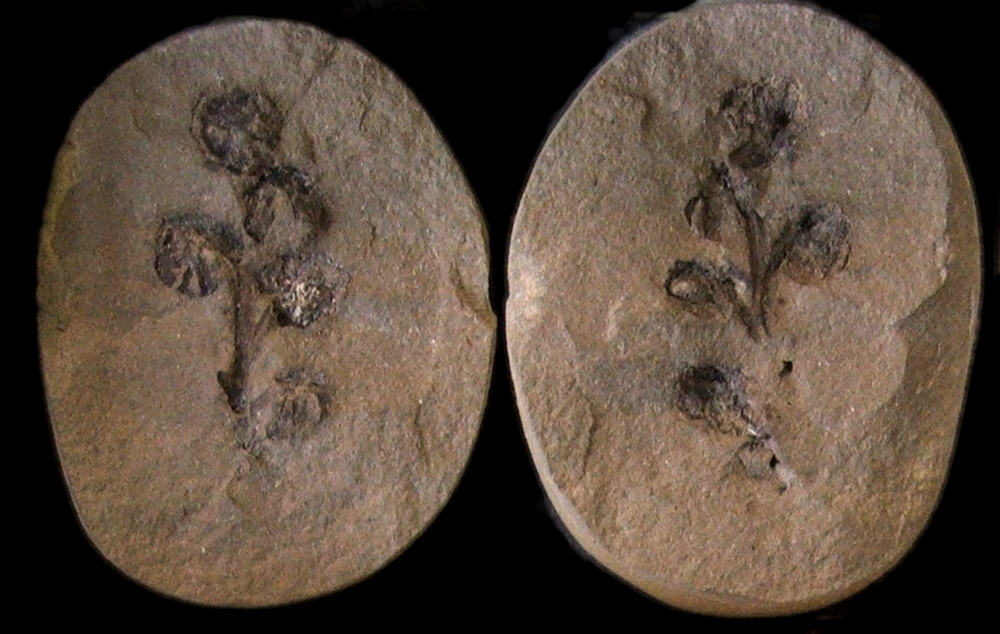
初期の「花」 の担花粉器官。

集合花の進化。
a: 葉の先端に胞子嚢がある状態。
b: 葉が丸まって胞子嚢を守る。
c: 葉が丸まって閉じたロールを作る。
d: ロールが集まって集合花を作る。

花は変化した葉であり、被子植物（顕花植物）の化石が出現するのは比較的遅い。ソテツ綱やグネツム綱などには、球果を覆う構造で、カラフルだったり、尖っていたりするものがあり、これらを考慮すると「花」の正確な定義は難しくなる。
| 被子植物 | \| \| ベネチテス目 \| \| \| \| \| \| グネツム綱 \| \| \| \| \| \| 被子植物 \| \| \| \| |
|          | \| \| ベネチテス目 \| \| \| \| \| \| グネツム綱 \| \| \| \| \| \| 被子植物 \| \| \| \| |
|          | ベネチテス目                                                                           |
|          |                                                                                        |
|          | グネツム綱                                                                             |
|          |                                                                                        |
|          | 被子植物                                                                               |
|          |                                                                                        |

|  | ベネチテス目 |
|  |              |
|  | グネツム綱   |
|  |              |
|  | 被子植物     |
|  |              |

| 被子植物 | \| \| ベネチテス目 \| \| \| \| \| \| グネツム綱 \| \| \| \| \| \| 被子植物 \| \| \| \| |
|          | \| \| ベネチテス目 \| \| \| \| \| \| グネツム綱 \| \| \| \| \| \| 被子植物 \| \| \| \| |
|          | ベネチテス目                                                                           |
|          |                                                                                        |
|          | グネツム綱                                                                             |
|          |                                                                                        |
|          | 被子植物                                                                               |
|          |                                                                                        |

|  | ベネチテス目 |
|  |              |
|  | グネツム綱   |
|  |              |
|  | 被子植物     |
|  |              |

| 被子植物 | \| \| ベネチテス目 \| \| \| \| \| \| グネツム綱 \| \| \| \| \| \| 被子植物 \| \| \| \| |
|          | \| \| ベネチテス目 \| \| \| \| \| \| グネツム綱 \| \| \| \| \| \| 被子植物 \| \| \| \| |
|          | ベネチテス目                                                                           |
|          |                                                                                        |
|          | グネツム綱                                                                             |
|          |                                                                                        |
|          | 被子植物                                                                               |
|          |                                                                                        |

|  | ベネチテス目 |
|  |              |
|  | グネツム綱   |
|  |              |
|  | 被子植物     |
|  |              |

| 被子植物 | \| \| ベネチテス目 \| \| \| \| \| \| グネツム綱 \| \| \| \| \| \| 被子植物 \| \| \| \| |
|          | \| \| ベネチテス目 \| \| \| \| \| \| グネツム綱 \| \| \| \| \| \| 被子植物 \| \| \| \| |
|          | ベネチテス目                                                                           |
|          |                                                                                        |
|          | グネツム綱                                                                             |
|          |                                                                                        |
|          | 被子植物                                                                               |
|          |                                                                                        |

|  | ベネチテス目 |
|  |              |
|  | グネツム綱   |
|  |              |
|  | 被子植物     |
|  |              |

| 被子植物 | \| \| ベネチテス目 \| \| \| \| \| \| グネツム綱 \| \| \| \| \| \| 被子植物 \| \| \| \| |
|          | \| \| ベネチテス目 \| \| \| \| \| \| グネツム綱 \| \| \| \| \| \| 被子植物 \| \| \| \| |
|          | ベネチテス目                                                                           |
|          |                                                                                        |
|          | グネツム綱                                                                             |
|          |                                                                                        |
|          | 被子植物                                                                               |
|          |                                                                                        |

|  | ベネチテス目 |
|  |              |
|  | グネツム綱   |
|  |              |
|  | 被子植物     |
|  |              |

| 被子植物 | \| \| ベネチテス目 \| \| \| \| \| \| グネツム綱 \| \| \| \| \| \| 被子植物 \| \| \| \| |
|          | \| \| ベネチテス目 \| \| \| \| \| \| グネツム綱 \| \| \| \| \| \| 被子植物 \| \| \| \| |
|          | ベネチテス目                                                                           |
|          |                                                                                        |
|          | グネツム綱                                                                             |
|          |                                                                                        |
|          | 被子植物                                                                               |
|          |                                                                                        |

|  | ベネチテス目 |
|  |              |
|  | グネツム綱   |
|  |              |
|  | 被子植物     |
|  |              |

| 被子植物 | \| \| ベネチテス目 \| \| \| \| \| \| グネツム綱 \| \| \| \| \| \| 被子植物 \| \| \| \| |
|          | \| \| ベネチテス目 \| \| \| \| \| \| グネツム綱 \| \| \| \| \| \| 被子植物 \| \| \| \| |
|          | ベネチテス目                                                                           |
|          |                                                                                        |
|          | グネツム綱                                                                             |
|          |                                                                                        |
|          | 被子植物                                                                               |
|          |                                                                                        |

|  | ベネチテス目 |
|  |              |
|  | グネツム綱   |
|  |              |
|  | 被子植物     |
|  |              |

| 被子植物 | \| \| ベネチテス目 \| \| \| \| \| \| グネツム綱 \| \| \| \| \| \| 被子植物 \| \| \| \| |
|          | \| \| ベネチテス目 \| \| \| \| \| \| グネツム綱 \| \| \| \| \| \| 被子植物 \| \| \| \| |
|          | ベネチテス目                                                                           |
|          |                                                                                        |
|          | グネツム綱                                                                             |
|          |                                                                                        |
|          | 被子植物                                                                               |
|          |                                                                                        |

|  | ベネチテス目 |
|  |              |
|  | グネツム綱   |
|  |              |
|  | 被子植物     |
|  |              |

|  | \| \| ソテツ類 \| \| \| \| \| \| ベネチテス目 \| \| \| \| |
|  |                                                           |
|  | イチョウ属                                                |
|  |                                                           |
|  | ソテツ類                                                  |
|  |                                                           |
|  | ベネチテス目                                              |
|  |                                                           |

|  | ソテツ類     |
|  |              |
|  | ベネチテス目 |
|  |              |

|  | 球果植物門 |
|  |            |
|  | グネツム綱 |
|  |            |

|  | \| \| ソテツ類 \| \| \| \| \| \| ベネチテス目 \| \| \| \| |
|  |                                                           |
|  | イチョウ属                                                |
|  |                                                           |
|  | ソテツ類                                                  |
|  |                                                           |
|  | ベネチテス目                                              |
|  |                                                           |

|  | ソテツ類     |
|  |              |
|  | ベネチテス目 |
|  |              |

|  | 球果植物門 |
|  |            |
|  | グネツム綱 |
|  |            |

|  | \| \| ソテツ類 \| \| \| \| \| \| ベネチテス目 \| \| \| \| |
|  |                                                           |
|  | イチョウ属                                                |
|  |                                                           |
|  | ソテツ類                                                  |
|  |                                                           |
|  | ベネチテス目                                              |
|  |                                                           |

|  | ソテツ類     |
|  |              |
|  | ベネチテス目 |
|  |              |

|  | 球果植物門 |
|  |            |
|  | グネツム綱 |
|  |            |

|  | \| \| ソテツ類 \| \| \| \| \| \| ベネチテス目 \| \| \| \| |
|  |                                                           |
|  | イチョウ属                                                |
|  |                                                           |
|  | ソテツ類                                                  |
|  |                                                           |
|  | ベネチテス目                                              |
|  |                                                           |

|  | ソテツ類     |
|  |              |
|  | ベネチテス目 |
|  |              |

|  | 球果植物門 |
|  |            |
|  | グネツム綱 |
|  |            |

|  | \| \| ソテツ類 \| \| \| \| \| \| ベネチテス目 \| \| \| \| |
|  |                                                           |
|  | イチョウ属                                                |
|  |                                                           |
|  | ソテツ類                                                  |
|  |                                                           |
|  | ベネチテス目                                              |
|  |                                                           |

|  | ソテツ類     |
|  |              |
|  | ベネチテス目 |
|  |              |

|  | 球果植物門 |
|  |            |
|  | グネツム綱 |
|  |            |

|  | \| \| ソテツ類 \| \| \| \| \| \| ベネチテス目 \| \| \| \| |
|  |                                                           |
|  | イチョウ属                                                |
|  |                                                           |
|  | ソテツ類                                                  |
|  |                                                           |
|  | ベネチテス目                                              |
|  |                                                           |

|  | ソテツ類     |
|  |              |
|  | ベネチテス目 |
|  |              |

|  | 球果植物門 |
|  |            |
|  | グネツム綱 |
|  |            |

|  | \| \| ソテツ類 \| \| \| \| \| \| ベネチテス目 \| \| \| \| |
|  |                                                           |
|  | イチョウ属                                                |
|  |                                                           |
|  | ソテツ類                                                  |
|  |                                                           |
|  | ベネチテス目                                              |
|  |                                                           |

|  | ソテツ類     |
|  |              |
|  | ベネチテス目 |
|  |              |

|  | 球果植物門 |
|  |            |
|  | グネツム綱 |
|  |            |

|  | \| \| ソテツ類 \| \| \| \| \| \| ベネチテス目 \| \| \| \| |
|  |                                                           |
|  | イチョウ属                                                |
|  |                                                           |
|  | ソテツ類                                                  |
|  |                                                           |
|  | ベネチテス目                                              |
|  |                                                           |

|  | ソテツ類     |
|  |              |
|  | ベネチテス目 |
|  |              |

|  | 球果植物門 |
|  |            |
|  | グネツム綱 |
|  |            |

長いあいだ、被子植物は、裸子植物の中から進化したと考えられてきた。伝統的な形態学的観点によれば、顕花植物はグネツム綱と同列に置かれる。しかしながら、上記でも触れたように、近年の分子系統学的研究は、この仮説と適合しない。そしてグネツム綱は、被子植物より、同じ裸子植物とより近い関係にある。また現生の裸子植物は被子植物と別の分類群を作り、それらは約3億年前に分岐したことになっている。
花の進化を解明するためには、被子植物のステムグループの特定が最重要である。ステムグループは、現在の状態に至る初期の「分岐」についての情報を与える。収斂はステムグループを誤認するリスクを高める。大例えば、伝統的な観点では、花はグネツム類の類似の構造から派生したと考えられてきたが、分子系統学的研究が進んだ今日では、その考えはあまり有力ではない。このため化石記録を元に判断する時には慎重さが求められる。
配偶体の保護は進化的に望ましいため、多くの分類群が独立にその保護器官を進化させたと考えられる。花においては、胚珠の保護は心皮によってなされる。心皮は、胚珠を覆い保護するため、葉が変化したものだと考えられている。この胚珠はさらに二重壁の珠皮によって保護されている。
これらの保護層を通過するには、微小配偶体には自由浮遊性以上のものが求められる。被子植物の花粉粒は、3つの細胞からなる。一つは、外皮を穿孔し、2つの精子細胞を通す道を作る役目を持つ。巨大配偶体は7つの細胞を持つ。このうちの一つと、精子細胞が融合し、卵の核となる。そして別の細胞が別の精子と受精して、栄養分に富む胚乳となる。他の細胞は予備的な役割を持つ。このプロセスは「重複受精」と呼ばれ、被子植物に独自のものである。

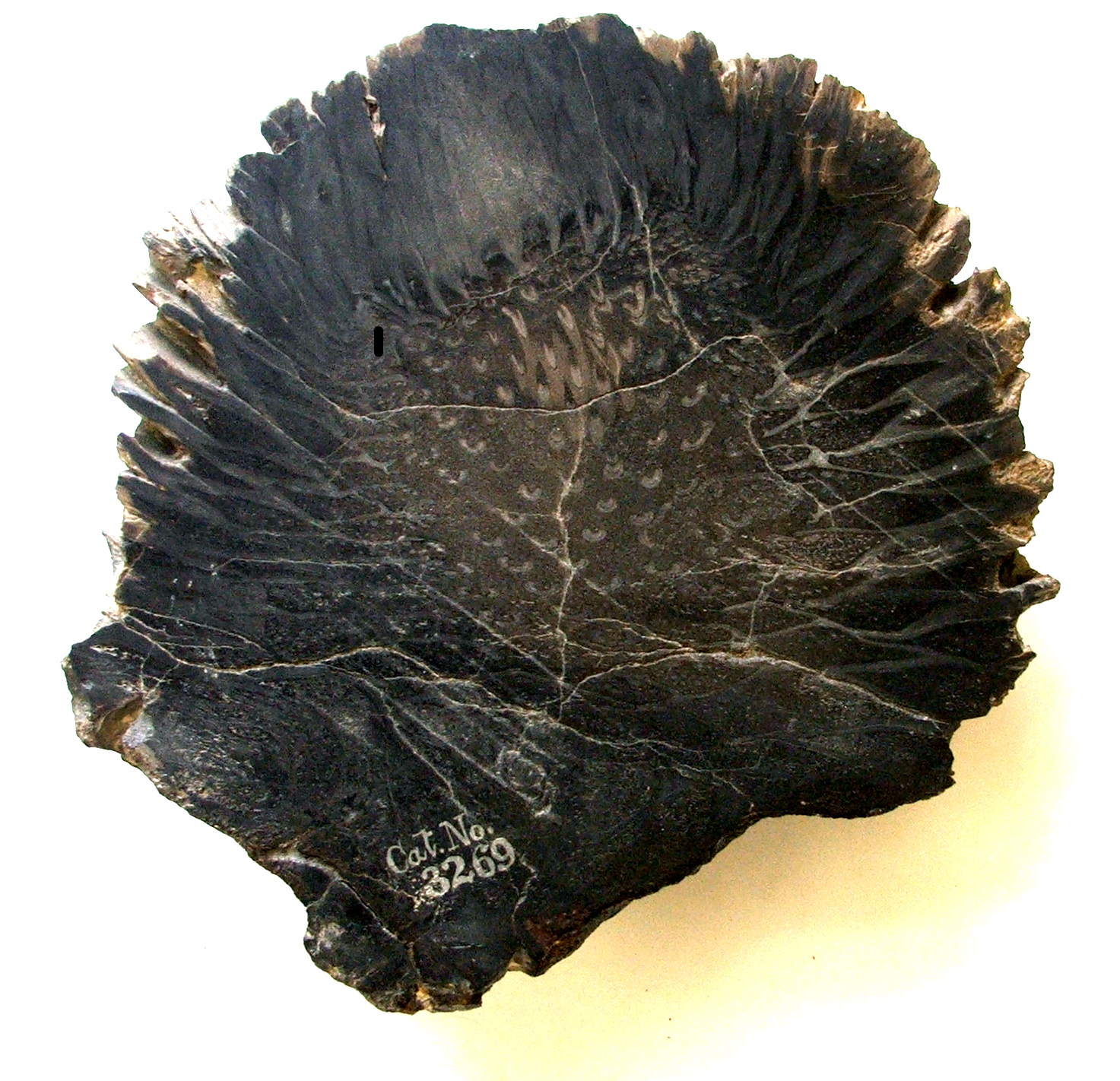
ベネチテス目 の花序は花によく似ている。

化石植物の中には、花と類似の構造を持つ、興味深い3つのグループが見つかっている。一つは、ペルム紀のシダ種子類グロッソプテリス Glossopterisであり、それはすでに心皮に似たカーブした葉を持っていた。三畳紀のカイトニア Caytoniaはさらに花に似ていて、一重だけだが胚珠が包まれていた（被子植物は二重）。また、花粉と雄蕊の詳細が、被子植物とは異なっていた。
ベネチテス類 Bennettitalesは、著しく花に似た器官を持っていた。真の花の花弁・萼と同様の機能を持った、渦巻状の苞葉に守られていた。しかし、ベネチテス類は被子植物よりもソテツやイチョウ類に近く、これらの花に似た構造は独自に進化した。
しかし、真の花を持つと言えるのは、現生の被子植物に限られる。多くの形態学的、分子的分析によれば、アムボレラ、スイレン、アウストロバイレヤ科が原始的な分類群にまとめられ、これらは頭文字で「ANA」と呼ばれる。この分類群は、前期白亜紀、およそ1億3000万年前の、ちょうど最古の被子植物の化石が発見された頃に分化したようである。またそのすぐ前の1億3600万年前には、被子植物的な花粉が見つかっている。すぐ後に急速に初期の被子植物（モクレン類）は放散し、1億2500万年前までには真正双子葉類と単子葉類を生み出した。6550万年前の白亜紀の終わりまでには、現生の被子植物の目の50%以上が進化し、全体の種の70%を占めるようになった。およそこのころには、被子植物の樹木が針葉樹を圧倒するようになっていた
。
原始的な「ANA」グループの特徴は、被子植物の起源は、暗い、湿っている、しばしば攪乱される環境にあったことを示唆する。被子植物は白亜紀の間、このような環境に制限され、初期においては小型草本のニッチを占めていたようである。このことは被子植物の基本的な性質を規定したかもしれないが、他の環境へ適応する柔軟性をも与えた。

## 光合成の進化

C4型光合成において炭素を濃縮している機構。

植物の進化で最近の革新は、C4型光合成経路の開発である。
光合成は、二酸化炭素と水から糖と酸素を作り出すものであるが、けして単純な反応ではない。複雑な化学的経路を経由し、多くの酵素、補酵素などによって促進される。酵素RuBisCOは、CO2を「固定」する機能を担当している。炭素化合物にCO2を付加し、植物体が使う糖を作り、酸素を発生させる。しかし、この酵素は効率が悪いことで有名である。また、CO2のかわりに酸素を固定する反応（光呼吸と言われる）を同じくらい起こす。この光呼吸の生産物をまたCO2と反応するものに戻すのに、非常なエネルギーコストがかかる。

### 炭素濃縮
C4植物は炭素を濃縮する機構を開発した。これはRuBisCOの周囲のCO2濃度を増大させることで、光合成を効率化し、光呼吸を抑制する。このRuBisCOの周囲のCO2を増大させるプロセスは、気体の拡散にまかせるよりもエネルギーを要するが、たとえば温度が25℃以上、CO2濃度が低く、酸素濃度が高いという条件の場合には、光呼吸による糖の損失分にペイする。
C4代謝のあるものは、Kranz構造（花冠構造、"Kranz anatomy"）という構造を使う。葉の維管束の周りに二重の層があって、外層は葉肉細胞（mesophyll layer）、内層は維管束鞘細胞（bundle sheath）という。これは、外層の葉肉細胞を通して生化学的にCO2を輸送し、内層の維管束鞘細胞に渡す。この方法で、RuBisCOが働く場所（維管束鞘細胞）の近くでCO2が濃縮される。CO2の濃度が上がることによってRuBisCOの効率が増す。
C4型光合成の他に、CAM型光合成のメカニズムも進化した。これは、RuBisCOの作用と、光合成反応を、時間的に分離する。RuBisCOは日中のみ作用し、そのとき気孔は閉じていて、リンゴ酸の分解によってCO2が供給される。涼しく湿った夜間の間に気孔が開き、CO2の取り込みが行われるため、水のロスを防いでいる。

### 進化の記録
RuBisCOに対して同じ効果を及ぼす上記2種類の経路は、何回も独立に進化した。実際、C4型光合成は18の異なった科で現れている。C4構造は特にイネ科植物の一部で使用されているのが有名である。一方、CAM型光合成は、多くの多肉植物やサボテンで使用されている。この能力は、3200万-2500万年前の漸新世に獲得されたようである。しかし、700万-600万年前の中新世まで、生態学的に重要なものにはならなかった。炭化化石の中に、Kranz構造の維管束鞘組織が保存されているものがいくつかあり、その時代明らかにC4代謝が存在していたと考えられる。また　同位体によってこれらの割合などを推測することがある。大気中に存在する炭素の同位体のうち、C3植物は、より同化されやすい12Cを多く使う。C4植物では化学的な段階がさらに多いので、この効果が高められる。
13Cと12Cの重量比を求めることで、植物体を分析できる。この比をδ13Cと表す。C3植物の場合は、空気中の比より平均して約14‰（パーミル）少ない。一方、C4植物の場合は約28‰少ない。またCAM型光合成植物のδ13Cは、夜と昼との炭素固定量の比によって変わる。昼に炭素を固定した量が多ければC3植物の値と近くなるし、夜に多ければC4植物と近くなる。
分析のために、草の化石資料を十分な量集めることは難しい。しかし幸いなことに代替品がある。馬である。馬は、問題の期間中全世界的に棲息し、ほぼ草のみを食べていた。同位体古生物学では「食べた方と食べられた方はだいたい同じ」という諺がある。つまり、（多少の補正は必要だが）動物体は食物の同位体比を反映するということである。馬の歯の良い記録が全世界的に存在しており、そのδ13Cが測定されている。この記録からは、700～600万年前の中新世メッシニアンのころに、値の急な減少が示された。これはC4植物が全世界的に繁栄したと解釈される。

## 自衛
草食動物への対抗策として、植物は棘(例→バラ)や苦味(例→カキノキ)に毒(例→アルカロイド)などを多様な自衛手段を講じてきた。中でもイネ科の植物は、内部にプラントオパールと呼ばれるシリカ/ケイ素を溜め込んでいる。これは一見すると視覚的には無害に見える葉であっても、一口齧れば口内の歯がたちまち磨り減っていく仕組みとなっており、様々な植物食動物との共進化ないし軍拡競争とされているが、詳しいことは不明。

## 植物進化の傾向
植物と動物では生理的特性が違い、生殖方法も違う。このため、自然選択によって進化が起こるという原理は同じでも、その働きは若干ニュアンスが異なる。
相違点の一つは、植物細胞の全能性である。この能力のため、ほとんどの動物では難しい無性生殖が可能になる。また、植物には、倍数性の受容能力がある。倍数性とは、両親からの染色体を、通常は2セットのところをそれ以上持っていることである。倍数性により進化が速やかに進行することを可能にする。また、種子植物は長期間の休眠を行うことが可能であり、絶滅への耐性をもたらす。環境が厳しい期間を耐え抜き、温和な時代まで生命活動の再開を待つのである。
これらの違いの効果は、大量絶滅のイベントの時に顕著に表れる。大量絶滅のときには6～62%の地上動物の科が絶滅したが、植物の科に対しては「無視できる」影響しかもたらさなかった。しかし生態系の構造は、植物群の生存量や構成比など、著しく変化した。この効果はおそらく、科内での高い多様性があったため、絶滅が種レベルで選択的に起きるのがほとんどだったからだろう。たとえば、風媒性の種は、虫媒性の種よりもよく絶滅を逃れた。そして特殊化された種ほど絶滅した傾向がある。一般的に、生き残ったグループは大量絶滅までは繁栄していない種だった。これらはジェネラリストであり、平穏な時代にはあまり競争力がなかったようである。しかし特殊化されたグループが絶滅し、生態ニッチが空いたときに繁栄した。